# 장프랑수아 도메르게
장-프랑수아 도메르게(프랑스어: Jean-François Domergue, 1957년 6월 23일, 아키텐 지방 보르도 ~)는 프랑스의 전 축구 선수로, 현역 시절 수비수로 활약했다. 그는 르 아브르와 몽펠리에의 감독도 역임했다. 그는 현역 시절에 9번 프랑스 국가대표팀 경기에 출전했는데, 연장전 끝에 프랑스가 3-2로 이긴 포르투갈과의 유로 1984 준결승전에서 2골을 기록했다. 프랑스는 뒤이어 이 대회 우승을 거두었다.

## 수상

### 국가대표팀
프랑스
- 유럽 선수권 대회: 1984
- 코파 아르테미오 프란키: 1985